# Lensia cordata
Lensia cordata is een hydroïdpoliep uit de familie Diphyidae. De poliep komt uit het geslacht Lensia. Lensia cordata werd in 1965 voor het eerst wetenschappelijk beschreven door Totton. 